# 2019 van Albada
A 2019 van Albada (ideiglenes jelöléssel 1935 SX1) a Naprendszer kisbolygóövében található aszteroida. Hendrik van Gent fedezte fel 1935. szeptember 28-án.